# Pădurea Ciuașului
Pădurea Ciuașului este o arie protejată de interes național ce corespunde categoriei a IV-a IUCN (rezervație naturală de tip avifaunistic, forestier și floristic), situată în județul Cluj, pe teritoriul administrativ al comunei Țaga.

## Localizare
Aria naturală se află în extremitatea central-estică a județului Cluj aproape de limita teritorială cu județul Bistrița-Năsăud, în partea estică a satului Țaga și cea nordică a Delului Ciuaș, în apropiere de Lacul Țaga, lângă drumul județean (DJ109C) care leagă localitatea Sântioana de centrul comunei Țaga.

## Descriere
Rezervația naturală a fost declarată arie protejată prin Hotărârea de Guvern Nr. 1581 din 8 decembrie 2005 și se întinde pe o suprafață de 3 hectare
Aria protejată reprezintă o zonă împădurită (în versantul nordic al dealului Ciuașu) cu specii de arbori și arbusti printre care: gorun (Quercus petrea), stejar (Quercus robur), carpen (Carpinus betulus), jugastru (Acer campestre), arțar tătărăsc (Acer tataricum), păducel (Crataegus monogyna) sau soc negru (Sambucus nigra).

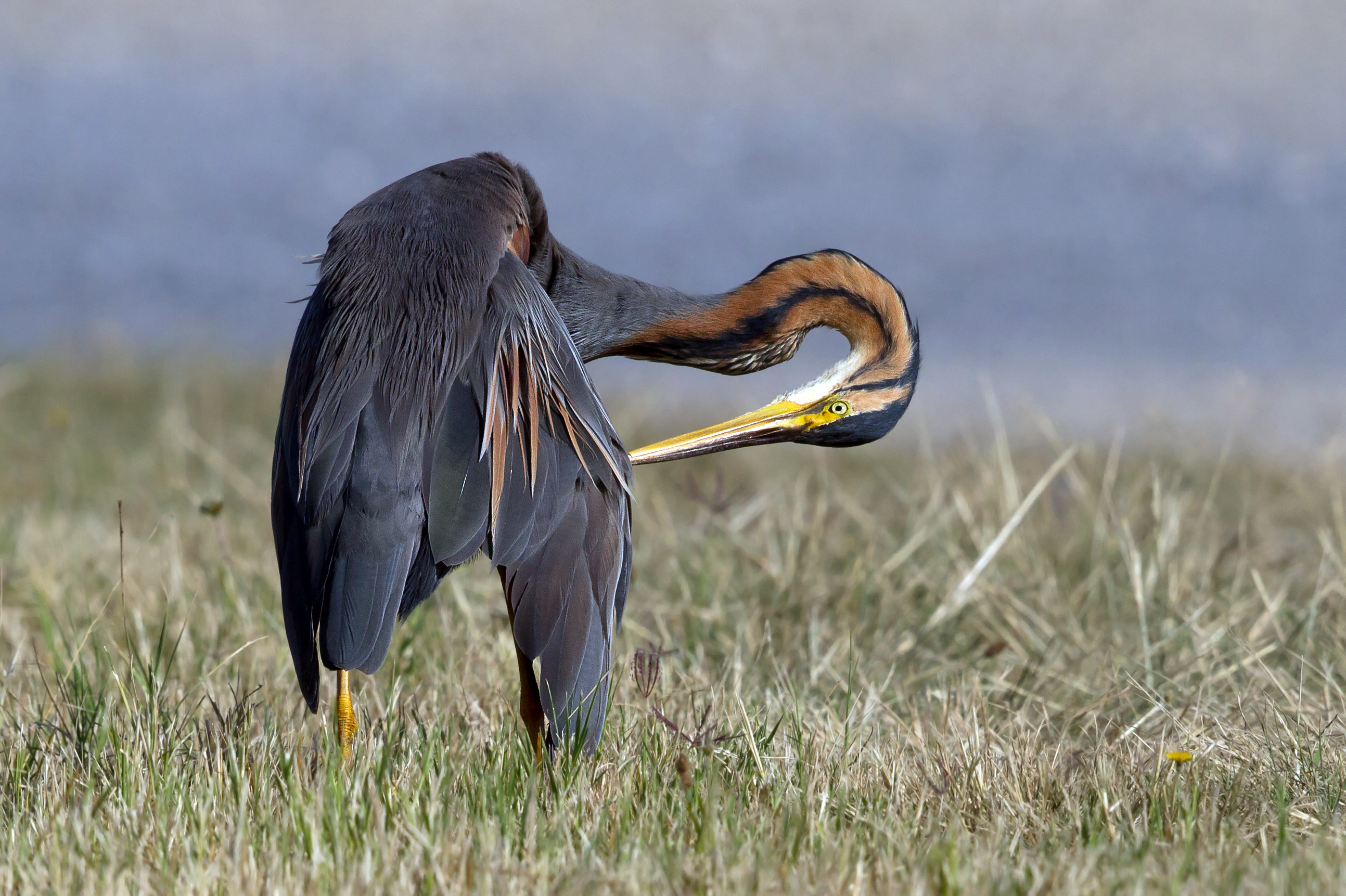
Stârc roşu (Ardea purpurea)

La nivelul ierburilor vegetează specii floristice de rogoz (Carex pilosa), plămânărică (Pulmonaria officinalis), ghizdei (Lotus corniculatus), coada șoricelului (Achillea millefolium), piperul lupului (Asarum europaeum),  vinariță (Asperula odorata), pătlagină (Plantago media) sau sânziene de pădure (Galium schultesii).
Pădurea Ciuașului adăpostește și asigură condiții prielnice de cuibărit, hrană și viețuire pentru o colonie de păsări migratoare (din familia Ardeidae) cu specii de: stârc cenușiu (Ardea cinerea), stârc roșu (Ardea purpurea), stârc de noapte (Nycticorax nyctricorax) și stârc pitic (Ixobrychus minutus).

## Obiective turistice
În vecinătatea rezervației naturale se află mai multe obiective de interes turistic (lăcașuri de cult, monumente istorice, zone naturale, astfel:

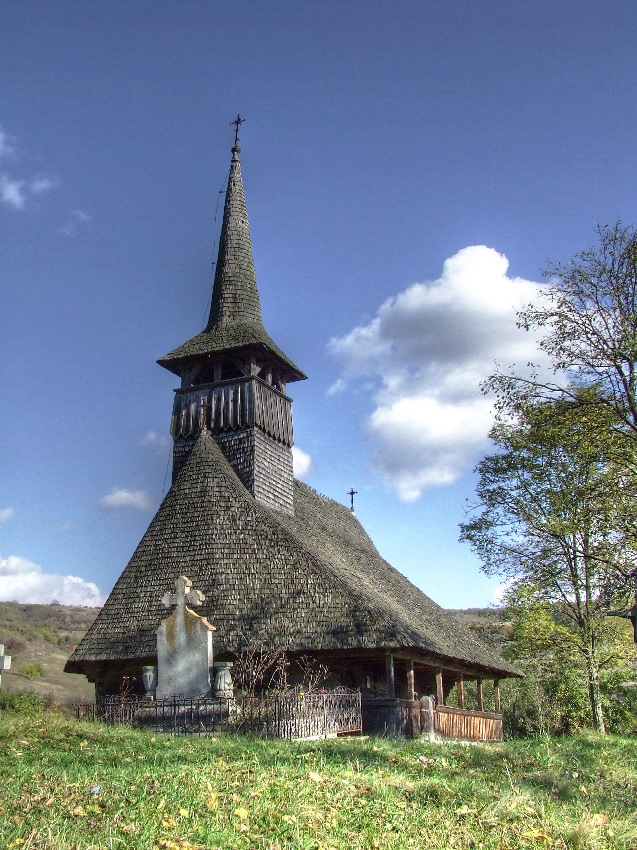
Biserica de lemn din Sântejude, județul Cluj, 2008

- Biserica Reformat-Calvină din secolul al XV-lea din satul Năsal
- Biserica de lemn din Năsal cu hramul "Sfinții Arhangheli Mihail și Gavril“ (1804-1808), cu picturi interioare originale, monument istoric
- Biserica de lemn din Sântejude cu hramul "Sfântul Dumitru" (construcție 1701), monument istoric
- Castelul Wass de la Țaga cu zid de incintă, din secolul al XVIII-lea
- Iazurile și heleșteiele piscicole de la Țaga, Sântejude sau Țaga Mică